# Chronique illustrée de Tschachtlan

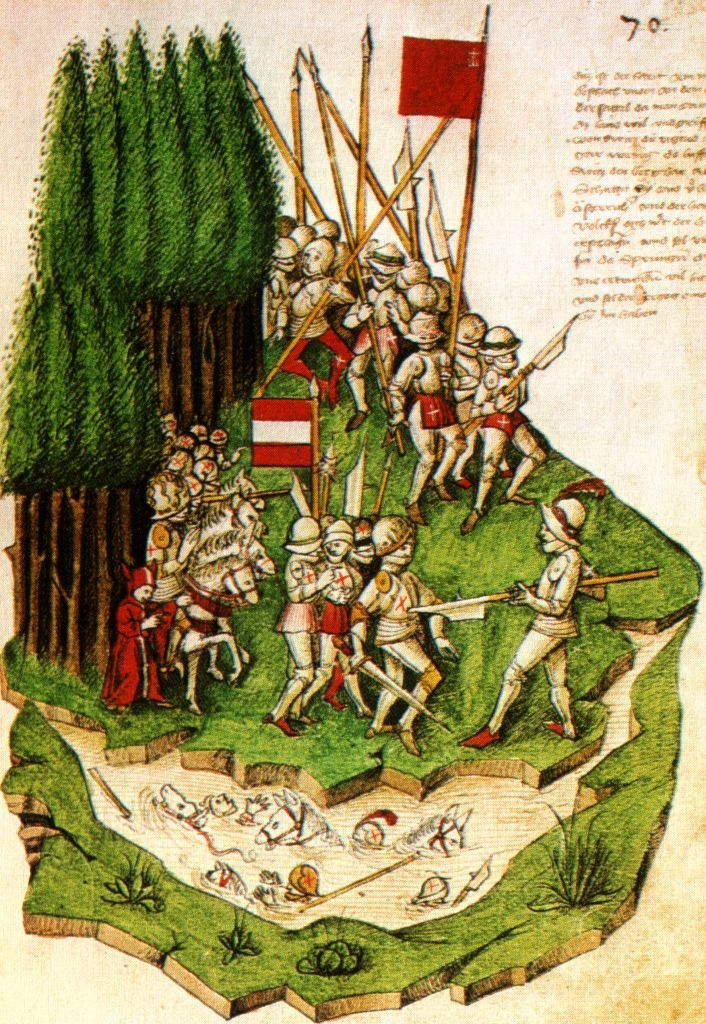
Illustration de la bataille de Morgarten.

La Tschachtlanchronik (chronique de Tschachtlan) est la chronique illustrée encore existante la plus ancienne de Suisse. Elle a été écrite à la main et comporte 230 illustrations dont 200 consacrées aux guerres. La chronique a été terminée en 1470 par les Bernois Benedikt Tschachtlan (de) et Heinrich Dittlinger (de). C'est ce dernier qui a écrit la majeure partie du texte.
La première partie, qui traite l'histoire de la Confédération depuis 1152 jusqu'à 1431, se base sur la chronique officielle de Berne rédigée par Konrad Justinger (de) en 1431.
Pour la période ultérieure à l'année 1423, elle se base sur la chronique du Schwytzois Hans Fründ, mais également sur des travaux de Diebold Schilling le Vieux aux alentours de 1460 alors qu'il était à Berne bien que sa contribution reste une hypothèse.
Le document se trouve aujourd'hui à la bibliothèque centrale de Zurich.